# Back to the Crib
"Back to the Crib" é o segundo single do compositor americano e rapper Juelz Santana para o seu terceiro álbum Born to Lose, Built to Win. Possui o cantor americano Chris Brown em sua segunda colaboração desde "Run It!" em 2005. A canção foi produzida por Polow Da Don.

## Vídeo musical
O videoclipe dirigido por Chris Robinson foi lançado 14 de dezembro de 2009. Trav, Red Cafe, Tony Yayo, Lloyd Banks, DJ Envy, e Jim Jones apareceram no vídeo. As modelos populares Kimbella e Rosa Acosta também fazem aparições no vídeo.

## Desempenho nas paradas
| Parada (2010)                        | Posição |
| ------------------------------------ | ------- |
| U.S. Billboard Hot R&B/Hip-Hop Songs | 60      |
| U.S. Billboard Rap Songs             | 23      |